# Análisis de secuencias
El análisis de secuencias en biología molecular implica la identificación de la secuencia de nucleótidos en un ácido nucleico, o de aminoácidos en un péptido o proteína. Una vez que se ha obtenido una muestra, las secuencias de ADN pueden producirse automáticamente por máquina y el resultado puede visualizarse en el ordenador. La interpretación de estos resultados sigue siendo una tarea para los seres humanos.
La información del análisis de secuencias se utiliza en muchos campos de la biología. Proporciona información sobre la relación entre organismos individuales o entre grupos de organismos. Demuestra cuán estrechamente relacionados están.

## Secuencia ADN de par de bases
Una secuencia de ADN es la secuencia de nucleótidos en una molécula de ADN. Se escribe como una sucesión de letras que representan la estructura primaria de una molécula o hebra de ADN. Si es funcional, tal secuencia lleva la información para la secuencia de aminoácidos en una molécula de proteína. Las posibles letras son A, C, G y T, que representan las cuatro bases nucleótidas de una cadena de ADN: adenina, citosina, guanina y timina. Las secuencias se imprimen una al lado de otra, sin espacios en blanco, como en la secuencia AAAGTCTGAC.
El estudio del ARN y las proteínas es más complejo. La estructura general del ADN es simple y predecible (doble hélice). El estudio del ARN y las proteínas debe incluir un estudio de su estructura tridimensional, que es variada e influye en su funcionamiento. Hasta cierto punto esto puede ser asistido por ordenador, pero tiene que ser verificado en cada caso.
La información sobre las secuencias se mantiene en bases de datos. Desde el desarrollo de la producción rápida de secuencias de genes y proteínas durante la década de 1990, la tasa de adición de nuevas secuencias a las bases de datos aumenta constantemente.

## Puntuación
Se han realizado análisis genómicos completos de más de 800 especies y cepas. El trabajo es realizado por una máquina, el secuenciador de ADN, que analiza las señales de luz de los fluorocromos adheridos a los nucleótidos. Este tipo de trabajo es cada vez más barato.
"Actualmente hay [2009] más de 90 especies de vertebrados con secuencias genómicas completas terminadas, en proceso o en fase de planificación avanzada.

### Totales aproximados
Hasta diciembre de 2012, se ha completado el análisis del genoma completo de entre 800 y 900 especies y cepas de especies vivas. Los números son aproximados y cambiantes.
- Animales: 111 especies
- Plantas: 53 especies
- Hongos: 81 especies
- Protistas: 50 especies
- Archaea: 139 especies y cepas
- Bacterias: ~4/500 especies y cepas

## Secuencia de ADN humano
El genoma humano se almacena en 23 pares de cromosomas en el núcleo celular y en el ADN mitocondrial pequeño. Ahora se sabe mucho sobre las secuencias de ADN que están en nuestros cromosomas. Lo que el ADN realmente hace ahora se conoce en parte. La aplicación práctica de estos conocimientos no ha hecho más que empezar.
El Proyecto Genoma Humano (HGP) produjo una secuencia de referencia que se utiliza en todo el mundo en biología y medicina. Nature publicó el informe del proyecto financiado con fondos públicos, y Science publicó el artículo de Celera. Estos documentos describieron cómo se produjo el borrador de la secuencia y dieron un análisis de la misma. Se anunciaron borradores mejorados en 2003 y 2005, completando hasta ≈92% de la secuencia.
El último proyecto ENCODE estudia la forma en que se controlan los genes.

### Trabajo forense

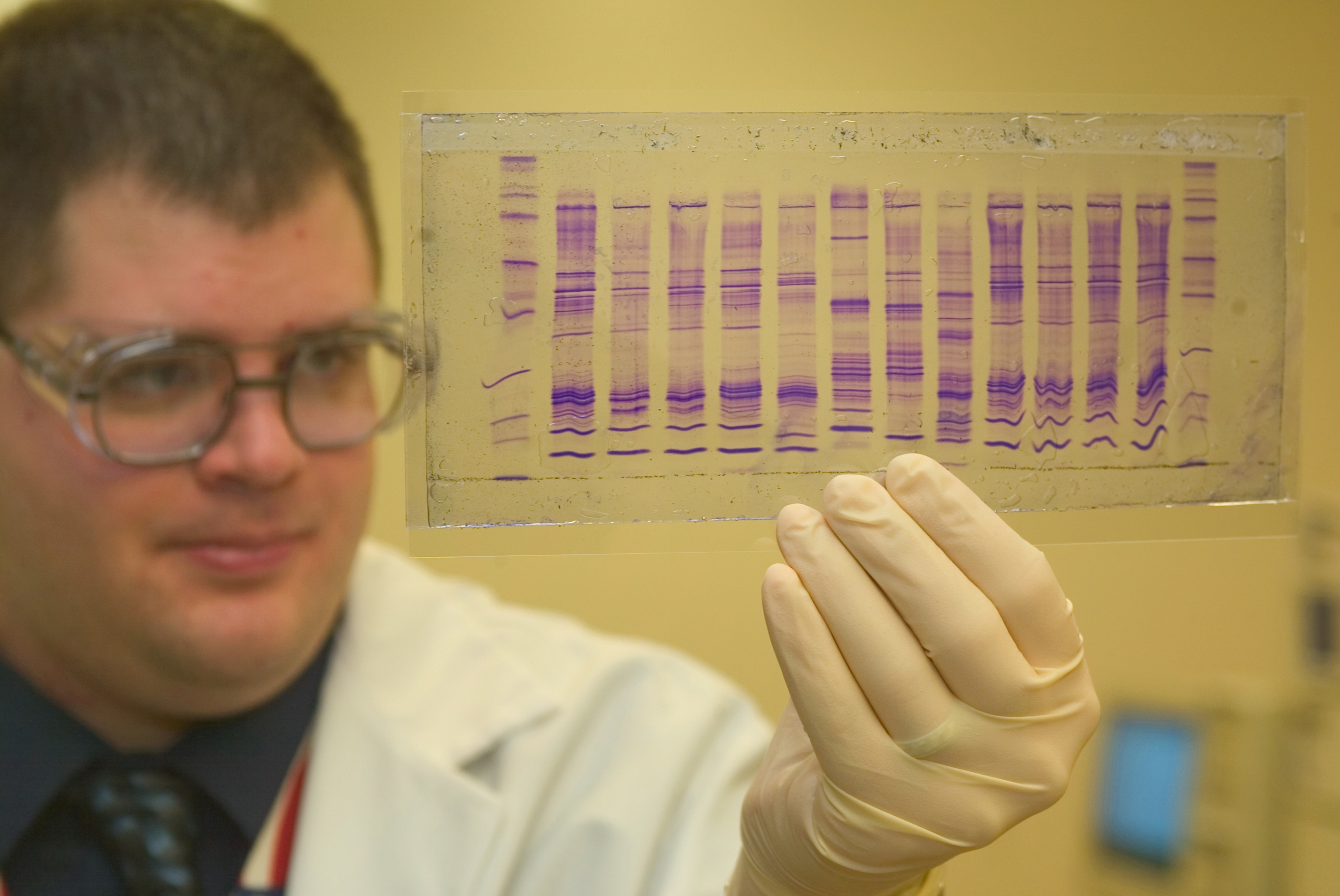
Un químico del Servicio de Aduanas y Protección Fronteriza de los Estados Unidos lee un perfil de ADN para averiguar de dónde proviene un producto básico.

No es necesario tener secuencias completas del genoma para el trabajo forense, como la identificación de un criminal a partir de rastros de ADN dejados en la escena del crimen, o para casos de paternidad. En la actualidad, la secuenciación del genoma completo sigue siendo muy costosa, pero afortunadamente, existen métodos más sencillos y baratos.
La idea básica es observar ciertos loci (lugares) en el genoma que son altamente variables entre las personas. De 10 a 15 de estos loci son necesarios para una coincidencia, y los detalles legales difieren de un país a otro. Una coincidencia entre una muestra y un individuo sospechoso hace extremadamente probable que el individuo fuera la fuente de la muestra. Estas pruebas serían entonces la base de la acusación de un delito. Un análisis similar mostraría que es muy probable que un hombre sea el padre de un niño. Esta es realmente una forma moderna de hacer lo que se hacía con los grupos sanguíneos antes de que se pudieran analizar los detalles del ADN.
El ADN de cada persona contiene dos alelos de un gen particular o "marcador": uno del padre y otro de la madre. Los'marcadores' son genes elegidos por tener varios alelos diferentes que aparecen con frecuencia en la población. La siguiente tabla es de un experimento comercial de prueba de paternidad por ADN. Muestra cómo se demuestra la relación entre padres e hijos con cinco marcadores:
| ADN Marcador | Madre    | Niño   | Presunto padre |
| ------------ | -------- | ------ | -------------- |
| D21S11       | 28, 30   | 28, 31 | 29, 31         |
| D7S820       | 9, 10    | 10, 11 | 11, 12         |
| TH01         | 14, 15   | 14, 16 | 15, 16         |
| D13S317      | 7, 8     | 7, 9   | 8, 9           |
| D19S433      | 14, 16.2 | 14, 15 | 15, 17         |

Los resultados muestran que el ADN del niño y del supuesto padre coinciden con estos cinco marcadores. Los resultados completos de la prueba mostraron esta correlación en 16 marcadores entre el niño y el hombre probado. Si un caso se examina en el tribunal, un científico forense daría evidencia de la probabilidad de obtener ese resultado por casualidad.

### Pruebas de ADN en los Estados Unidos
Existen leyes estatales sobre el análisis de ADN en los 50 estados de los Estados Unidos. Puede encontrar información detallada sobre las leyes de bases de datos en cada estado en el sitio web de la Conferencia Nacional de Legislaturas Estatales.

## ADN antiguo
El ADN antiguo ha sido recuperado de algunas fuentes. El récord de supervivencia del ADN adecuado para el análisis de secuencias es de 700.000 años. Un esqueleto de caballo enterrado en permafrost ha proporcionado a los huesos algo de ADN que sobrevive. La secuencia estaba solo un 70% completa, pero era suficiente para que los investigadores dijeran "No parecería un caballo tal y como lo conocemos... pero esperaríamos que fuera un caballo de un solo dedo". Para comparar, los investigadores tuvieron acceso a secuencias de ADN de caballos modernos, burros y el caballo de Przewalski.

## Otros sitios web
- Sitio web de Recursos Genómicos del Envejecimiento Humano

- Datos: Q1154615